# Vlekkeelgoudrugspecht
De vlekkeelgoudrugspecht (Dinopium everetti) is een vogel uit de familie Picidae (spechten). De vogel werd in 1878 als aparte soort beschreven, maar daarna lange tijd gezien als een ondersoort van de Javaanse goudrugspecht (D. javanense). Sinds 2013 wordt deze specht weer als aparte soort beschouwd. Deze vogel is genoemd naar zijn ontdekker, de Britse koloniaal ambtenaar en natuuronderzoeker Alfred Hart Everett.

## Herkenning
De vogel is gemiddeld even groot als de kleinste ondersoorten van de Javaanse goudrugspecht. Het schubbenpatroon op de borst en buik is fijnmaziger en op de keel zitten donkere stippels en een oranje vlek . Verder lijkt de vogel uiterlijk zeer sterk op de Javaanse goudrugspecht.

## Verspreiding en leefgebied
Deze soort is endemisch op de zuidelijke Filipijnen. De vogel komt voor in bebost gebied en is niet uitsluitend afhankelijk van natuurlijk bos, maar komt ook voor in kokospalmplantages. Maar het is geen algemeen voorkomende soort specht.

## Status
De vlekkeelgoudrugspecht heeft een beperkt verspreidingsgebied en daardoor is de kans op uitsterven aanwezig. De grootte van de populatie werd in 2016 door BirdLife International ruw geschat op 2,5 tot 10 duizend volwassen individuen en de populatie-aantallen nemen af door ontbossing, waarbij bosgebieden worden gefragmenteerd en/of omgezet in gebied voor agrarisch gebruik, aanleg van infrastuctuur en menselijke bewoning. Om deze redenen staat deze soort als gevoelig op de Rode Lijst van de IUCN.